# Karl Rainer
Karl Rainer (1 de juliol de 1901 - 9 de juny de 1987) fou un futbolista austríac de la dècada de 1920.
Fou internacional amb Àustria, formant part de l'anomenat wunderteam i un cop retirat esdevingué entrenador.